# Kolonia Skarszewek
Kolonia Skarszewek (dawn. Skarszewek-Kolonia) – wieś w Polsce, w województwie wielkopolskim, w powiecie kaliskim, w gminie Żelazków.
| SIMC    | Nazwa   | Rodzaj  |
| ------- | ------- | ------- |
| 0211323 | Chrusty | kolonia |

W latach 1975–1998 miejscowość administracyjnie należała do województwa kaliskiego.
W pobliżu Kolonii Skarszewek leży Skarszew i Skarszewek.